# ラス・カチョーラス・オリエンタレス
ラス・カチョーラス・オリエンタレス (Las Cachorras Orientales) は、日本の女子プロレスラーのユニットである。スペイン語で「東洋の獰猛な子供」と言う意味。

## 経歴
1992年、北斗晶と三田英津子がメキシコ遠征中に結成。その後に下田美馬が加わり、3人組のユニットとして活動する。当初は北斗がリーダーとなって三田と下田を引っ張っており、不甲斐ない試合をした場合には北斗から三田と下田へ容赦ない叱咤が飛ぶこともあった。
1994年11月20日に北斗は引退し、以降は何度か解消と復活を繰り返すものの三田と下田の2人で活動することになる。
1995年に北斗が復帰した際にはいったん解消する。
1997年3月に復活。自分のリングコスチュームと同色に塗られたパイプ椅子（下田はピンク、三田は黄色）を持って入場し、試合中に巧みに使い回すなど、凶器を使うことも厭わない徹底したヒール路線へと移行する。9月に全日本女子プロレスを離脱してフリーランスになると、様々な団体のリングに上がり大人気を博した。
2003年初めに再びユニットを解消した。同年9月の下田の引退記念興行では、下田が対戦相手の新崎人生に敗れそうになったときに、三田がパイプ椅子を持参して救出に現れた。以降は別々の道を歩んでいた（この間、2005年に下田が復帰している）が、2008年に5年ぶりに正式復活させた。下田はメキシコを主戦場に移していたが、レボルシオン・アマンドラ（木村響子&江本敦子、下田と江本はAtoZの元同僚）が三田に対して要求したことがきっかけとなり、三田を師と仰ぐ真琴の後押しもあった。復活後は三田が所属していたNEO女子プロレスでアマンドラとの抗争を展開し、最終決戦となる金網デスマッチで勝利し、2年連続RINGSTARS「ベストタッグバウト賞」を受賞。
2009年10月10日新木場大会ではNEOマシンガンズ（タニー・マウス&宮崎有妃）とハードコアマッチ。11月1日、三田の引退記念試合を最後に解散。

## メンバー
- 北斗晶
- 三田英津子
- 下田美馬

## タイトル歴
- WWWA世界タッグ王座
- JWP認定タッグ王座
- ツイン・スター・オブ・アルシオン王座
- UWA世界女子タッグ王座

## エピソード
活躍当時、女子プロレスのコスチュームはワンピースが主流だった中、北斗がセパレート型コスチュームを開発した。北斗自ら型紙取りから始めて製作したという。最初に三田、続いて北斗本人と下田が着用し、ラスカチョのトレードマークとなった。ちなみに、開発した理由は「トイレに行きやすくなるため」と北斗が語っている。